# Gerben Löwik
Gerben Löwik (født 29. juni 1977) er en hollandsk tidligere professionel cykelrytter.